# Anguis
Genre
Anguis est un genre de sauriens de la famille des Anguidae. Les espèces européennes sont appelées Orvet.

## Répartition
Les 6 espèces de ce genre se rencontrent en Europe et au Mexique.

## Liste des espèces
Selon The Reptile Database (29 avril 2014) :
- Anguis cephallonica Werner, 1894
- Anguis colchica (Nordmann, 1840)
- Anguis fragilis Linnaeus, 1758
- Anguis graeca (Bedriaga, 1881)
- Anguis incomptus (Mcconkey, 1955)
- Anguis veronensis Pollini, 1818

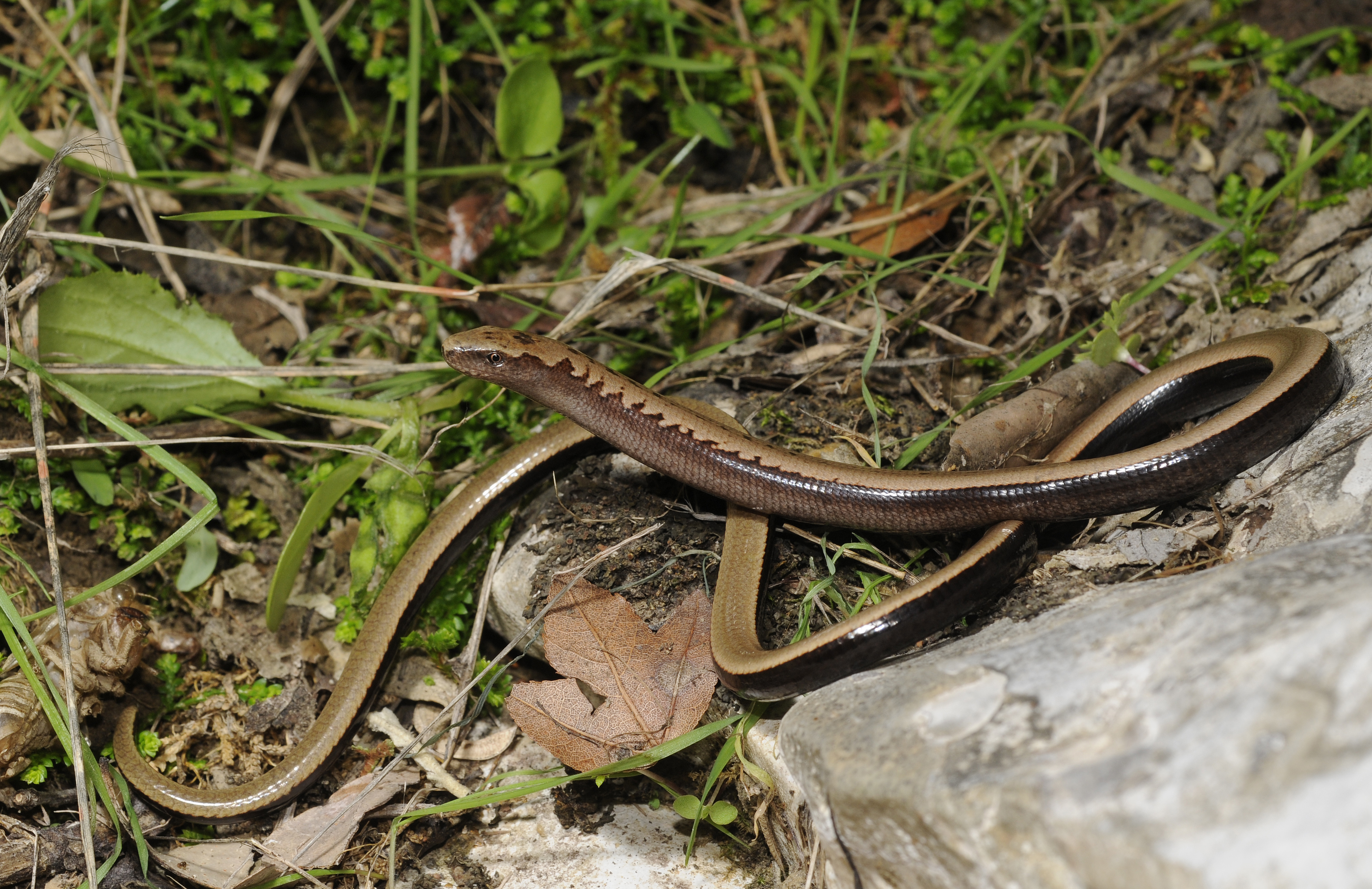
Anguis cephallonicus
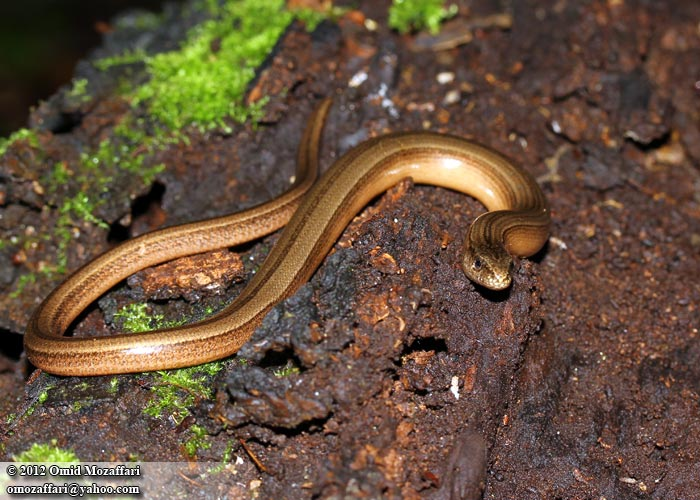
Anguis colchica
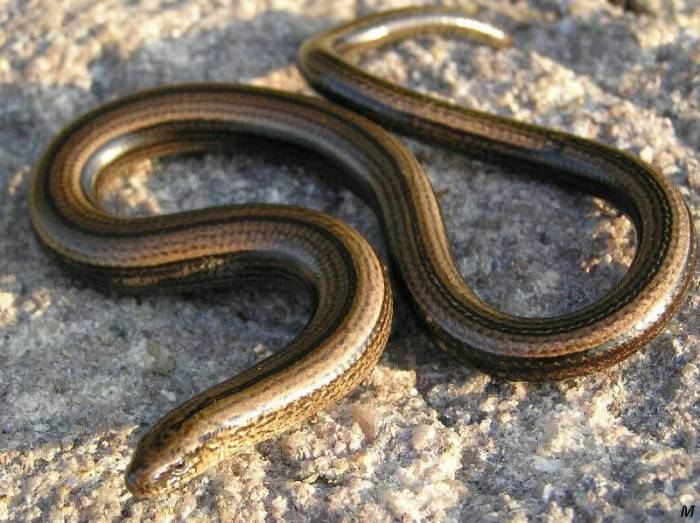
Anguis fragilis
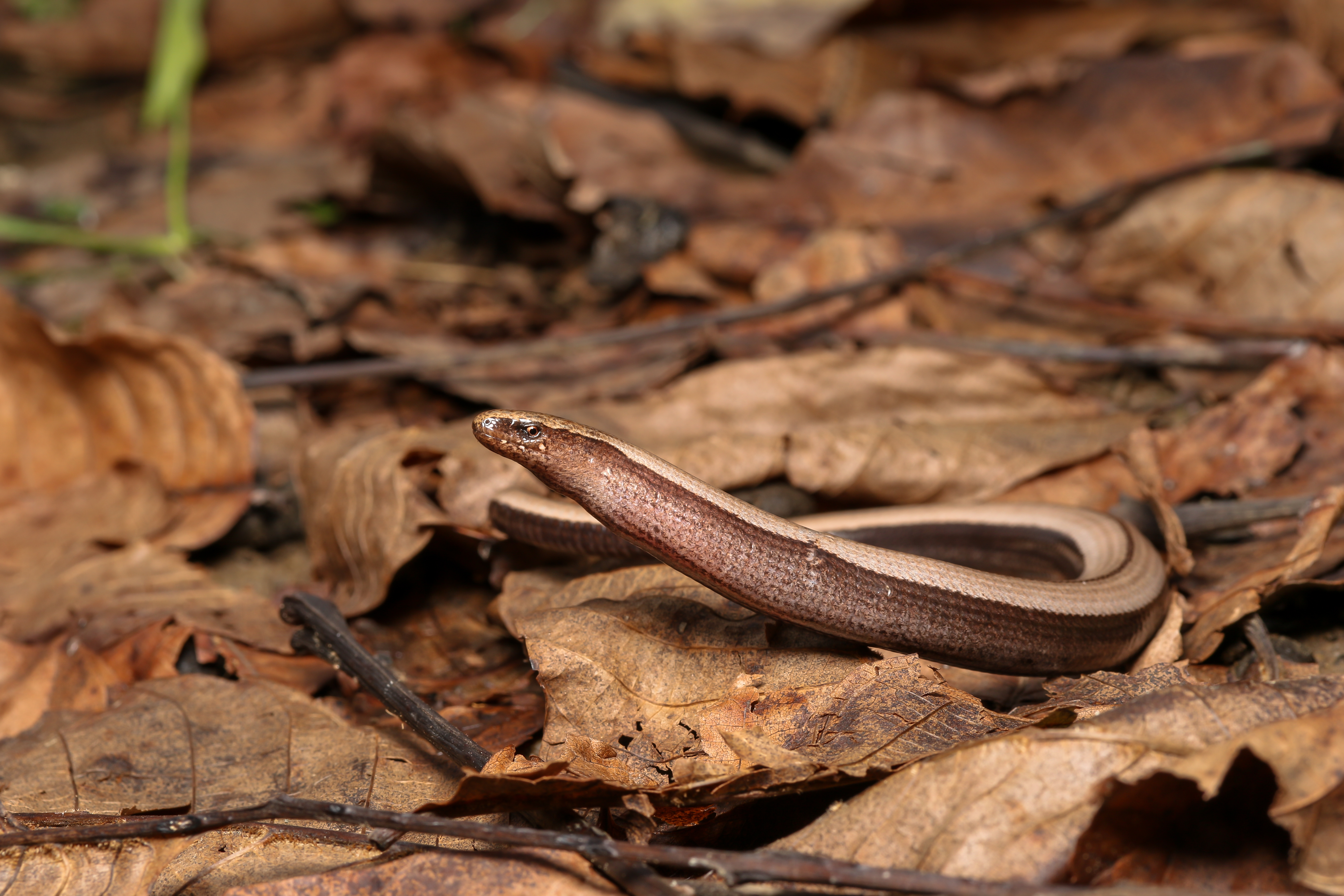
Anguis graeca
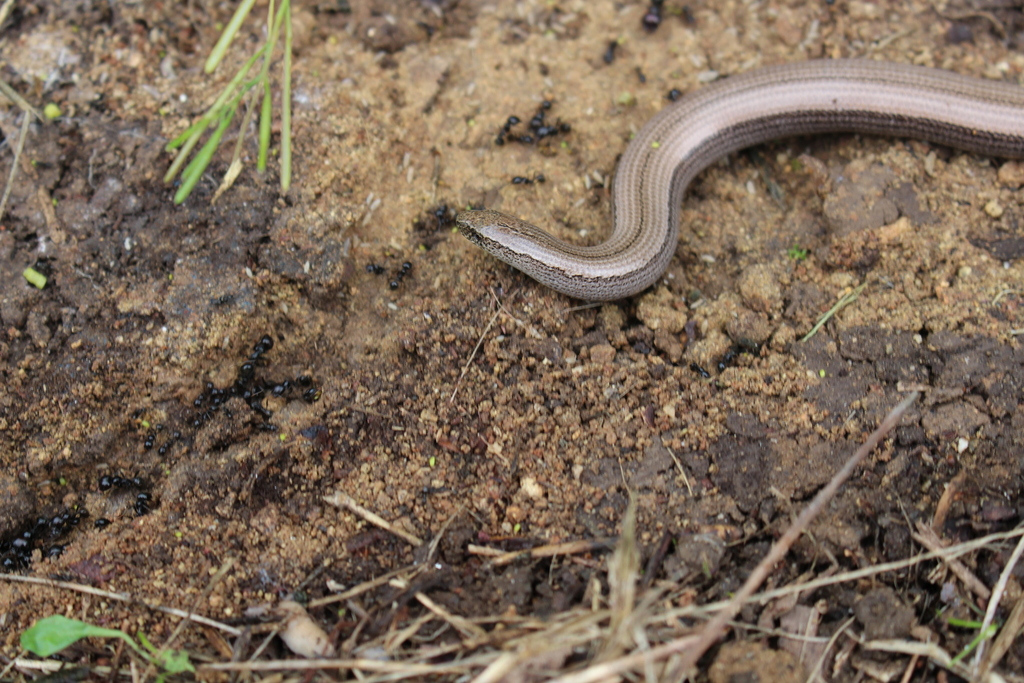
Anguis veronensis

## Étymologie
Le nom de ce genre, Anguis, vient du latin angustus, étroit, puis anguis, serpent, car ce genre contient des lézards sans pattes.

## Publication originale
- Linnaeus, 1758 : Systema naturae per regna tria naturae, secundum classes, ordines, genera, species, cum characteribus, differentiis, synonymis, locis, ed. 10 (texte intégral).